# Code Éternité
Code Éternité est le troisième tome de la série littéraire Artemis Fowl, écrite par Eoin Colfer. 

## Synopsis
Le troisième tome débute sur un dîner d'affaires entre Artemis Fowl et Jon Spiro, un industriel véreux. Artemis lui présente le Cube C, un miniordinateur qu'il a construit à partir de la technologie des fées. Or Spiro lui a tendu un piège : il vole le Cube C et les laisse à la merci de ses hommes de main. Alors qu'Artemis se retrouve un moment seul, Arno Blunt, garde du corps de Spiro, tire sur l'adolescent. Butler arrive à ce moment et s'interpose en bouclier humain : il est mortellement blessé. Au même moment, le Peuple des Fées a déclenché sa procédure d'isolement : quelque chose (en fait le Cube C) a détecté leurs systèmes cachés…
Artemis tente de sauver Butler par cryogénie, en le plongeant le plus vite possible dans un congélateur. Après avoir lancé un appel au Peuple des Fées, il retrouve Holly Short et lui demande de soigner Butler. Elle y parvient, mais Butler vieillit de plusieurs années dans l'opération. De retour au manoir des Fowl, Artemis demande l'aide de Juliet, la petite sœur de Butler, alors en Tunisie. Au même moment à Chicago, Spriro constate l'inviolabilité du Cube. Il demande donc l'aide de la mafia pour lui fournir deux hommes de main capables de kidnapper Artemis, et de l'amener à Chicago pour débloquer le Cube.
Par chance, l'un des deux hommes de main est le nain Mulch Diggums qui, en apprenant que sa cible n'est autre qu'Artemis, décide de lui venir en aide. Il se fait toutefois démasquer par l'autre malfaiteur, lequel est neutralisé par Juliet au dernier moment. Artemis entreprend alors de se laisser emmener par Mulch jusqu'à la tour Spiro, après avoir préparé un plan pour récupérer le Cube. Artemis se retrouve donc emprisonné, pendant que Pex et Chips, deux gros bras de Spiro, sont chargés d'éliminer Mulch. Celui-ci réussit facilement à s'enfuir, à leur insu.
Envoyés inspecter le fourgon conduit par Juliet, Pex et Chips sont mesmérisés par Holly, et peu avant que l'opération commence, elle demande l'aide technique du centaure Foaly. Mulch et Juliet, chargés de neutraliser le système de sécurité de la tour, s'y infiltrent en escaladant sa paroi. De son côté, Holly parvient ensuite à libérer Artemis. Ils se dirigent ensuite vers la chambre de Spiro pour récupérer les empreintes corporelles nécessaires à l'ouverture de la chambre forte. Cependant, la technologie des fées est insuffisante pour relever l'empreinte digitale : Holly doit couper le pouce lui-même, puis le remettre en place par guérison.
Une fois la chambre forte ouverte, Artemis s'avance vers le Cube alors qu'Holly retourne "remettre en place" le pouce. Mais Spiro leur a tendu un piège : il s'est fait remplacer dans sa chambre par un cousin et attendait Artemis. Celui-ci est forcé de débloquer immédiatement le Cube. Ce faisant, il donne à Foaly le contrôle du Cube. Artemis, grâce à Pex et Chips mesmérisés, parvient à attirer Spiro dans les immeubles de ses concurrents, Phonetix. Là, Holly et Juliet récupèrent Artemis alors que le reste des humains se fait arrêter par la police.
Artemis profite d'un instant d'inattention de Holly pour pénétrer, à l'aide du Cube, les fichiers des FAR et annuler les condamnations de Mulch. Butler et Holly vont ensuite rendre visite en prison à Arno Blunt : terrorisé par le retour de Butler qu'il croit avoir tué, il avoue ses méfaits. L'histoire se conclut sur l'effacement de mémoire d'Artemis, Juliet et Butler. Grâce à des lentilles réfléchissantes, Artemis parvient de nouveau à éviter le mesmer de Holly. Artemis a fixé ses souvenirs sur un minidisque, qu'il fait passer pour le médaillon que lui a offert Holly, et qu'il confie à Mulch. L'histoire n'est donc pas terminée…

## Texte caché
Il y a un texte caché dans ce tome, qu’on peut déchiffrer, contrairement aux deux tomes antécédents, voici une rapide description: chaque bas de page, on trouve une suite de  symboles composés de barres horizontales qui ne peuvent pas dépasser les 12 barres. Sur chaque page, on peut donc lire un mot, et quelquefois deux ou trois mots. Une des plus grandes difficultés qu’on rencontre pour déchiffrer est due au manque de certaines lettres repères dans les mots (telles que le E qui vaut 12 barres et qui représente donc un des seuls repères qu’on peut avoir).
Pour déchiffrer le long message, il faut utiliser la phrase qui explique à qui est dédié ce livre (dans une des premières pages du roman). Cette phrase est traduite dans un langage en « barres horizontales ». Grâce à cet outil, on peut constituer un alphabet incomplet(qu’on peut compléter peu après par déduction), mais qui nous aide à déchiffrer le long texte. Le début est : « UN MESSAGE SIGNE ARTEMIS FOWL CRYPTE. MON CHER NOUVEL ALLIE SI TU AS DECHIFFRE CE CODE ALORS TU AS UNE INTELLIGENCE SUFFISANTE POUR AIDER A MA MISSION. TU AS ENTENDU PARLER DE LA FAMILLE FOWL ET TU IMAGINES CETTE MISSION COMME ILLEGALE OU MEME DANGEREUSE. SOIS EN CERTAIN CE N’E PAS LE CAS. IL TE SERA SIMPLEMENT DEMANDÉ TON AIDE POUR GARDER MES SOUVENIRS LÀ OÙ ILS DOIVENT RESTER.  DANS MA TÊTE. OU IL Y A CERTAINES FORCES ACHARNÉES À ME PRIVER DE SOUVENIRS POURTANT LÉGITIMEMENT MIENS. OU CES FORCES VEULENT EFFACER CERTAINS FAITS DE MON CERVEAU, DES FAITS EXTRÊMEMENT IMPORTANTS ET MÊME PRÉCIEUX. OR CES FORCES SONT DES FÉES DOTÉES DE MAGIE ET APPELLEES LE PEUPLE. ON PEUT AISÉMENT DEVINER TES PENSÉES : « CE CHER ARTÉMIS FOWL A SÛREMENT PERDU LA TÊTE. DES FÉES IL NE PEUT PAS ME FAIRE CROIRE CES SOTTISES. » IL Y A DEUX ANS MA RÉACTION AURAIT ÉTÉ EXACTEMENT LA MÊME. MAIS BEAUCOUP DE CHOSES CHANGENT EN DEUX ANS. ».

## Éditions
- Traduction : Jean-François Ménard.
- Première édition française : 
  - Éditions Gallimard Jeunesse, collection Hors série Littérature, le 1er juin 2003, format Broché, 384 pages  (ISBN 2-07-055403-1).
- Édition poche :
  - Éditions Gallimard, collection Folio Junior, le 19 janvier 2006, 420 pages  (ISBN 2-07-057404-0).